# Russellville, Alabama
Russellville är en stad (city) i Franklin County, i delstaten Alabama, USA. Enligt United States Census Bureau har staden en folkmängd på 9 884 invånare (2011) och en landarea på 34,7 km². Russellville är administrativ huvudort (county seat) i Franklin County.